# Eupithecia chalikophila
Eupithecia chalikophila är en fjärilsart som beskrevs av Eugen Wehrli 1926. Eupithecia chalikophila ingår i släktet Eupithecia och familjen mätare. Inga underarter finns listade i Catalogue of Life.